# Ministère des Finances (Cameroun)
Pour les articles homonymes, voir Ministère des Finances.
Le Ministère des Finances (en anglais, Ministery of finance) est une institution publique camerounaise. Il est placé sous l'autorité d'un ministre chargé de l’élaboration et la mise en œuvre de la politique du gouvernement en matière financière, budgétaire, fiscale et monétaire. Il est chargé entre autres de la collecte des recettes fiscales et douanières, de la gestion du trésor public, de la promotion de l’épargne et de son emploi pour le développement  économique.

## Histoire
La Direction générale du budget du Cameroun est l’une des quatre directions générales créés le décret no 2005/119 du 15 avril 2005 portant du Ministère de l'Économie et des Finances. Elle remplace en effet la Direction du budget de l'ex-ministre des finances et du budget créé par le décret 2003/165 du 30 juin 2003 portant du Ministère des Finances et du Budget. Cette dénomination a été maintenue par le décret 2013 /066 du 26 juin 2013 portant organisation du Ministère des Finances.

## Organisation
Pour accomplir ses missions, le ministère des finances dispose un cabinet comprenant : un secrétaire particulier et 4 conseillers techniques, une inspection générale et d’une administration centrale au siège des institutions à Yaoundé, des services déconcentrés dans les circonscriptions administratives, des services extérieurs auprès des missions diplomatiques et conciliaires à l’étranger et des services rattachés.

## Missions
Le Ministère des Finances est placé sous l’autorité d’un ministre, assisté d’un ministre délégué. Ce ministère est responsable d’élaborer et de mettre en œuvre la politique du gouvernement en matière financière, budgétaire, fiscale et monétaire.

## Liste des ministres[4]
| Nom du ministre                             | Années                        | Photo                         | Chef d'État                   |
| Cameroun français (1916-1960)               | Cameroun français (1916-1960) | Cameroun français (1916-1960) | Cameroun français (1916-1960) |
| ------------------------------------------- | ----------------------------- | ----------------------------- | ----------------------------- |
| Arouna N'Joya                               | 1957-1958                     |                               |                               |
| Charles Assalé                              | 1958-1959                     |                               |                               |
| République fédérale du Cameroun (1961-1972) |                               |                               |                               |
| Charles Onana Awana                         | 1963-1964                     |                               | Ahmadou Ahidjo                |
| Victor Kanga                                | 1964-1966                     |                               | Ahmadou Ahidjo                |
| Simon Nko'o Etoungou                        | 1966-1968                     |                               | Ahmadou Ahidjo                |
| Aloys Medjo me Zengue                       | 1968-1968                     |                               | Ahmadou Ahidjo                |
| Bernard Bidias à Ngon                       | 1968-1972                     |                               | Ahmadou Ahidjo                |
| République unie du Cameroun (1972-1984)     |                               |                               |                               |
| Charles Onana Awana                         | 1972-1975                     |                               | Ahmadou Ahidjo                |
| Marcel Yondo                                | 1975-1978                     |                               | Ahmadou Ahidjo                |
| Gilbert Ntang                               | 1978-1983                     |                               | Ahmadou Ahidjo                |
| Gilbert Ntang                               | 1982-1983                     |                               | Paul Biya                     |
| Étienne Ntsama                              | 1983-1984                     |                               | Paul Biya                     |
| République du Cameroun (depuis 1984)        |                               |                               |                               |
| Étienne Ntsama                              | 1984-1985                     |                               | Paul Biya                     |
| Édouard Koulla                              | 1985-1986                     |                               | Paul Biya                     |
| André Booto à Ngon                          | 1986-1987                     |                               | Paul Biya                     |
| Sadou Hayatou                               | 1987-1990                     |                               | Paul Biya                     |
| Simon Bassilekin                            | 1990-1991                     |                               | Paul Biya                     |
| Justin Ndioro à Yombo                       | 1991-1992                     |                               | Paul Biya                     |
| Antoine Ntsimi                              | 1992-1994                     |                               | Paul Biya                     |
| Justin Ndioro à Yombo                       | 1994-1996                     |                               | Paul Biya                     |
| Édouard Akame Mfoumou                       | 1996-2001                     |                               | Paul Biya                     |
| Michel Meva'a Meboutou                      | 2001-2004                     |                               | Paul Biya                     |
| Polycarpe Abah Abah                         | 2004-2007                     |                               | Paul Biya                     |
| Essimi Menye                                | 2007-2011                     |                               | Paul Biya                     |
| Alamine Ousmane Mey                         | 2011-2018                     |                               | Paul Biya                     |
| Louis-Paul Motaze                           | Depuis 2018                   |                               | Paul Biya                     |